# Galería Obelisco Norte

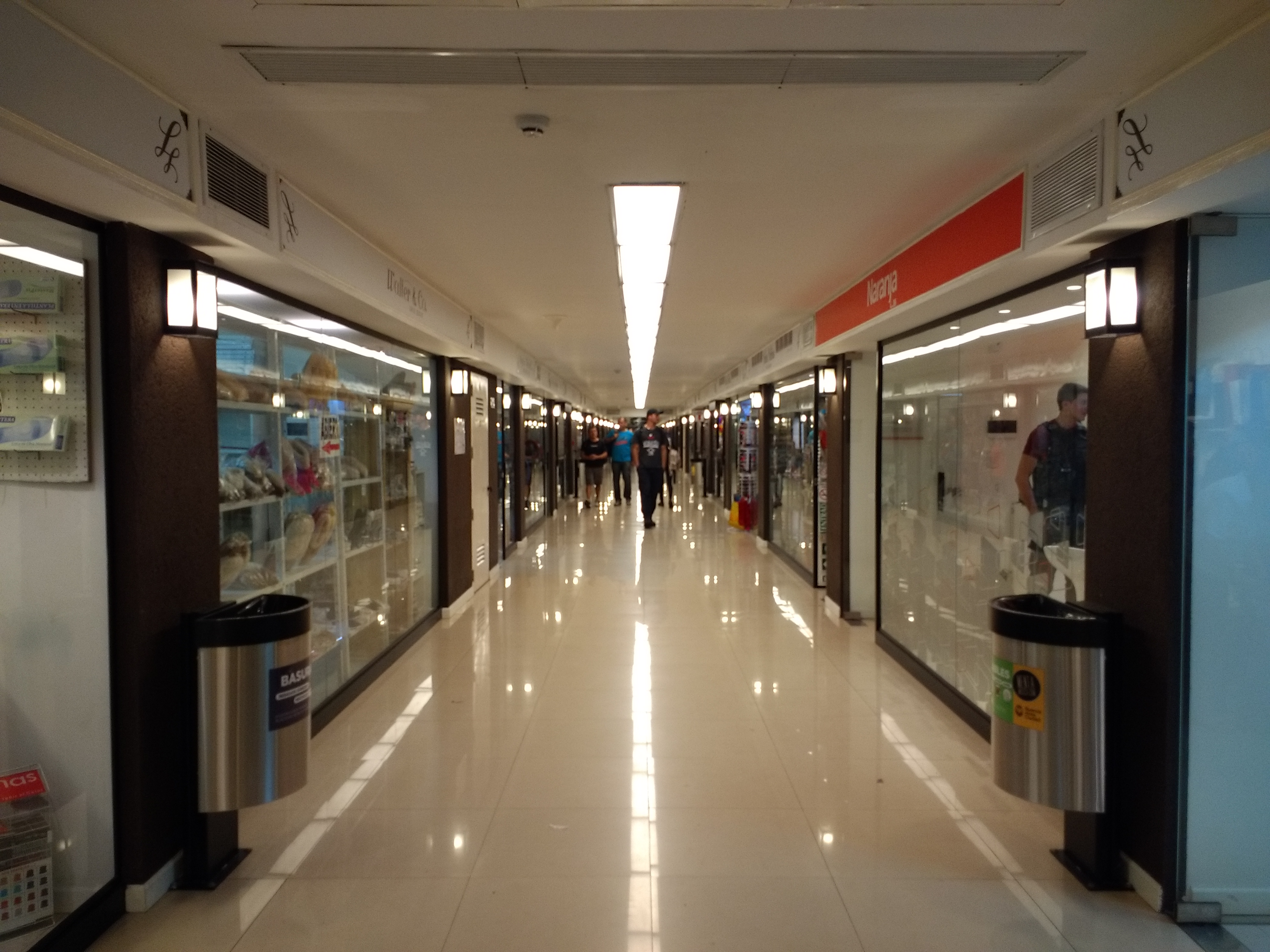
Galería Obelisco Norte

La Galería Obelisco Norte "Juan de Garay" es un pasaje subterráneo comercial que conecta las calles Carlos Pellegrini y Cerrito, pasando bajo la Avenida 9 de Julio, entre la Avenida Corrientes y la calle Lavalle, junto al Obelisco.
Tiene conexión con la boletería de la estación Carlos Pellegrini de la línea B del Subte de Buenos Aires, y fue abierto como galería comercial el 12 de octubre de 1960, aunque el pasaje ya existía desde octubre de 1949. Posee más de 50 locales comerciales en donde se venden desde comida y bebidas, pasando por antigüedades, hasta objetos de uso cotidiano, cerrajerías y arte.